# By-, Land- og Kirkeministeriet
By-, Land- og Kirkeministeriet er et ministerium under den danske regering, der har religion generelt og Folkekirken i særdeleshed som sit ressortområde. Ministeriets væsentligste arbejds- og ansvarsområde på kirkeområdet omfatter således tre hovedområder: Folkekirkens økonomi, Folkekirkens styrelse og Folkekirkens personale.
Kirkeminister siden 23. november 2023 er Morten Dahlin, han er desuden minister for byer og landdistrikter samt nordisk samarbejde. Dahlin afløste Louise Schack Elholm, som var kirkeminister fra 15. december 2022. Ane Halsboe-Jørgensen fra Socialdemokratiet var kirkeminister fra 16. august 2021 til 15. december 2022. Halsboe-Jørgensen var desuden kulturminister. Hun afløste Joy Mogensen fra Socialdemokratiet, som siden 27. juli 2019 havde været kirkeminister. Joy Mogensen var desuden også kulturminister.
Ministeriet har sæde på Staldmestergården, og har ca. 80 ansatte.

## Organisation og historie
Kirkeministeriets hovedformål er, at give kirkeministeren og regeringen det bedst mulige beslutningsgrundlag for at kunne udvikle de lovgivningsmæssige rammer for Folkekirken. Departementet er sekretariat for ministeren og varetager planlægnings- og styringsfunktioner for Folkekirken, herunder lovgivningsinitiativer, fastsættelse af almindelige forskrifter på det kirkelige forvaltningsområde, koordinering af budgetter og personaleadministration med bistand fra de regionale og kirkelige myndigheder. Kirkeministeriet bistår Folkekirken med at igangsætte udviklingsinitiativer og udvikling af Folkekirkens rammer, herunder Folkekirkens bidrag til den danske kulturarv.
Da de første ministerier blev oprettet i 1848 lå det kirkelige ansvarsområde under Ministeriet for Kirke- og Undervisningsvæsenet, også kaldet Kultusministeriet. I 1916 blev det delt op i Kirkeministeriet og Undervisningsministeriet. Disse ministerier er begge huset på Staldmestergården nær Christiansborg, hvor det oprindelige Kultusministerium flyttede til i 1910.
Med undtagelse af i perioden 2007 til 2015, er det Kirkeministeriet der skal godkende trossamfund. I november 2007 blev denne opgave overtaget af Familiestyrelsen, der dengang hørte under Justitsministeriet. I oktober 2011 blev styrelsen overført til Social- og Integrationsministeriet. Fra den 28. juni 2015 hører godkendelse af trossamfund og menigheder på ny under Kirkeministeriet.
I forbindelse med Regeringen Helle Thorning-Schmidts tiltræden i 2011 blev Ligestillingsministeriets området lagt under ministeriet og navnet ændret til Ministeriet for Ligestilling og Kirke. I 2014 blev ligestillingsområdet flyttet til Social-, Børne- og Integrationsministeriet der samtidig omdøbtes til Ministeriet for Børn, Ligestilling, Integration og Sociale forhold, mens Ministeriet for Ligestilling og Kirke nu atter blev til Kirkeministeriet.
Ved Regeringen Mette Frederiksen IIs tiltræden blev Louise Schack Elholm udnævnt som kirkeminister. Ligeledes blev plan- og landdistriktsområdet overført til ministeriet fra Indenrigs- og Boligministeriet, og Louise Schack Elholm blev udnævnt som minister for landdistrikter. I forbindelse med ressortoverflytningen oprettedes Plan- og Landdistriktsstyrelsen som den eneste styrelse under Kirkeministeriet.

## Ressortområder
- Folkekirken
  - Folkekirkens økonomi
  - Folkekirkens styrelse
  - Folkekirkens personale
- Personregistrering (registrering af fødsel og død; CPR-registeret hører dog under Indenrigs- og Sundhedsministeriet)
  - Begravelser
- Øvrige trossamfund
- Planområdet
- Landdistriktsområdet

## Notater
1. ↑  "Ministeriet". Kirkeministeriet. Hentet 29. juni 2018.
2. ↑  Andre trossamfund og menigheder i Danmark, Kirkeministeriet.
3. ↑  Kulturminister Marianne Jelved udnævnt til også at være kirkeminister Arkiveret 6. januar 2017 hos  Wayback Machine, Kirkeministeriet.
4. ↑  "Statsministeriets forestilling om udnævnelse af et nyt ministerium" (PDF). stm.dk. Statsministeriet. 15. december 2022. Hentet 15. december 2022.{{cite web}}:  CS1-vedligeholdelse: url-status (link)